# Anguirus

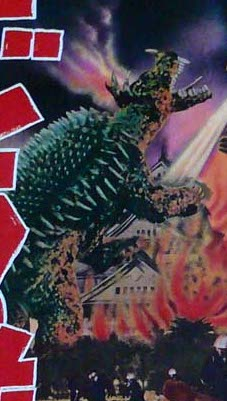
Anguirus (1955)

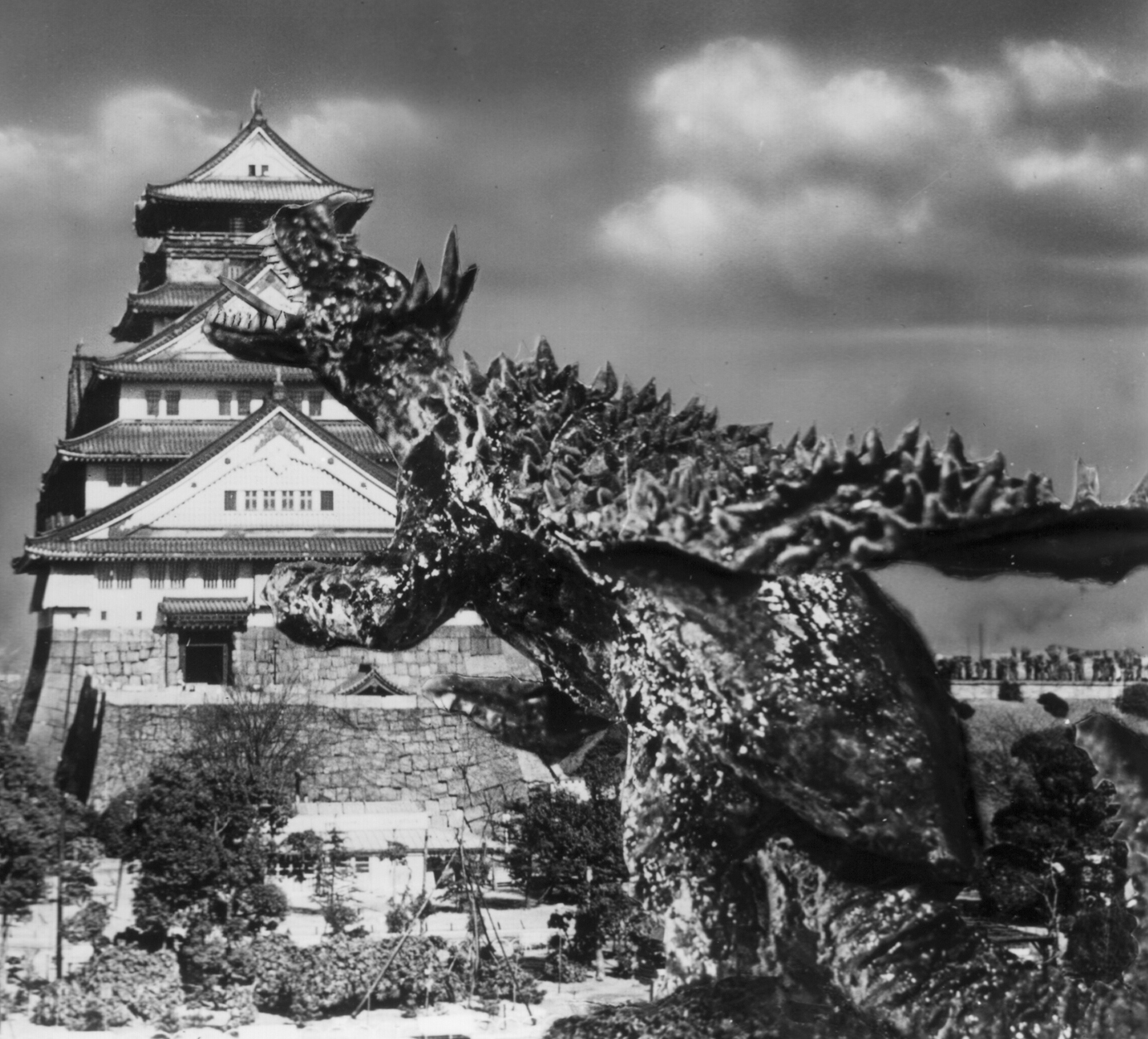
Anguirus (1955)

Anguirus(アンギラス, Angirasu)är ett monster från Godzilla-filmerna. Han dök upp för första gången i filmen Godzilla Raids Again och blev Godzillas första fiende och bästa vän i de andra filmerna. Han ser ut som en ankylosaurie och är 60 meter hög och 100 meter lång. Han väger över 1000 ton. Han har massor av taggar på ryggen och på svansen och stora horn på huvudet.
Han slåss mot Godzilla i filmen då Godzilla är ond. Det slutar med att Godzilla vinner men båda två faller från en klippa. Anguirus återvänder i filmen Godzilla vs. Gigan då han hjälper Godzilla att rädda världen från King Ghidorah och hans vän, monstret Gigan. Godzilla och Anguirus segrar då monsterön förstörs av atombombstester.
Anguirus slukades upp på land och sågs inte sedan förrän filmen Godzilla vs. Mechagodzilla, då han slåss mot Mechagodzilla, utklädd till Godzilla men han misslyckades eftersom Mechagodzilla bröt hans käke. Han är en av de många monsterna i filmen Alla monster ska förstöras då han, tillsammans med andra, kontrolleras av kilaaks men släpps sedan fri från kontrollen som de andra. Kilaaks skickar King Ghidorah till Fuji för förgöra dem men Angurirus håller fast honom med tänderna.
Anguirus kommer tillbaka i filmen Godzilla: Final Wars då han är en fiende till Godzilla. Han är också med i spelen Godzilla: Destroy all Monsters Melee och Godzilla: Save the Earth.
Han är populär hos många fans för sin lojalitet och tapperhet.

## Filmografi
- Godzilla Raids Again
- Alla monster skall förstöras
- Godzilla vs. Gigan
- Godzilla vs. Megalon
- Godzilla vs. Mechagodzilla
- Godzilla: Final Wars